# 570 Kythera
Az 570 Kythera egy a Naprendszer kisbolygói közül, amit Max Wolf fedezett fel 1905. július 30-án.